# اندیس همت‌آباد
همت آباد یک اندیس غیرفلزی است که در حوالی شهر چوپانان استان اصفهان قرار دارد و مادهٔ معدنی موجود در آن، باریت است.  